# قرار مجلس الأمن التابع للأمم المتحدة رقم 1005
قرار مجلس الأمن التابع للأمم المتحدة رقم 1005، الذي اتخذ بالإجماع في 17 تموز / يوليو 1995، بعد التذكير بالقرارين 918 (1994) و 997 (1995) بشأن الحالة في رواندا، وأشار إلى الأخطار التي تشكلها الألغام الأرضية، وعملاً بموجب الفصل السابع من ميثاق الأمم المتحدة أذن باستخدام كميات مناسبة من المتفجرات لاستخدامها حصراً في برامج إزالة الألغام في البلد.
وأشار المجلس إلى إرادة حكومة رواندا لمعالجة مسألة الألغام الأرضية غير المنفجرة ومصلحة الدول الأخرى للمساعدة في تدمير الألغام الأرضية في رواندا. وشدد على الأهمية التي يوليها المجلس للجهود الرامية إلى القضاء على التهديد الذي تشكله الألغام الأرضية غير المنفجرة في العديد من البلدان وطبيعة برامج إزالة الألغام للأغراض الإنسانية.
وقد تم التسليم بأن عملية إزالة الألغام تتطلب استخدام المتفجرات. يمكن توفير المتفجرات لرواندا على الرغم من حظر الأسلحة المفروض على البلاد ، بموافقة مسبقة من لجنة مجلس الأمن المنشأة بموجب القرار 918.

## روابط خارجية
- نص القرار في undocs.org